# Bande de Nueces
La bande de Nueces (en anglais Nueces Strip) ou le Désert des chevaux sauvages (Wild Horse Desert) est la région du sud du Texas entre la rivière Nueces et le Río Grande.
Selon le récit du missionnaire franciscain espagnol envoyé en Nouvelle-Espagne (Mexique) Juan Agustín Morfi, il y avait tellement de chevaux sauvages qui pullulaient dans la bande de Nueces en 1777 « que leurs sentiers font que le pays, totalement inhabité par les gens, semble le plus peuplé du monde ».
Dans les années 1830, la république du Texas revendiquait le Río Grande comme frontière sud ; le Mexique revendiquait lui la rivière Nueces (240 km au nord du Rio Grande). La zone entre les deux rivières est devenue connue sous le nom de bande de Nueces. Les deux pays l'ont envahie, mais ne l'ont ni contrôlée ni colonisée.
Ce fut le théâtre des premiers combats de la guerre américano-mexicaine en 1846. Dans le traité de Guadalupe Hidalgo, signé en 1848, le Mexique a cédé la bande de Nueces aux États-Unis.
Depuis 1848, la zone frontalière a une réputation d'anarchie et de contrebande et était une zone d'activité principale des Texas Rangers. Il a également été utilisé par des esclaves fuyant sur la route sud moins connue du chemin de fer clandestin.

## Guerre américano-mexicaine
Le président américain James K. Polk a ordonné au général Zachary Taylor et à ses forces de se rendre au sud du Rio Grande, en entrant dans la bande de Nueces. Les États-Unis revendiquaient le territoire en citant les traités de Velasco de 1836. Le Mexique rejetait les traités et refusait de négocier ; il réclamait tout le Texas. Taylor a ignoré les demandes mexicaines de se retirer vers les Nueces. Il a construit un fort de fortune (plus tard connu sous le nom de Fort Brown/Fort Texas) sur les rives du Rio Grande en face de la ville de Matamoros.
Les forces mexicaines du général Mariano Arista se préparent à la guerre. Le 25 avril 1846, un détachement de cavalerie mexicaine de 2 000 hommes attaqua une patrouille américaine de 70 hommes qui avait été envoyée dans le territoire contesté au nord du Rio Grande et au sud de la rivière Nueces. Dans l'affaire Thornton, la cavalerie mexicaine met la patrouille en déroute, tuant 16 soldats américains.